# Анаэробиоз
Анаэробиоз (от греч. an — отрицательная частица, греч. aēr — воздух и греч. bíos — жизнь), аноксибиоз (лат. oxygenium — кислород) — жизнь в отсутствие свободного кислорода. Для анаэробных организмов, которые получают энергию для жизнедеятельности путем расщепления сложных неорганических (например, нитратов и сульфатов) или органических (например, углеводов) веществ, аноксибиоз — обычное условие их существования.
Понятие «анаэробиоз» было введено в 1861 Луи Пастером, показавшим, что микроорганизмы, порождающие маслянокислое брожение, погибают в присутствии кислорода.
У многоклеточных животных анаэробиоз — часто лишь временное состояние, что обеспечивает выживание в периоды отсутствия кислорода и сопровождающееся резким падением обмена веществ и переходом в неактивное состояние (см. анабиоз).
У аэробных организмов также проявляются анаэробные этапы в процессах обмена веществ, сопровождающихся выделением энергии. В тканях большинства многоклеточных животных анаэробное превращение углеводов идет главным образом путем гликолиза.
В быстро растущих эмбриональных клетках и в клетках опухолей анаэробные процессы выражены сильнее, чем в нормальных клетках здорового организма.
Процессы анаэробного превращения (брожение, гниение) имеют большое значение в круговороте веществ в природе.